# STS-107

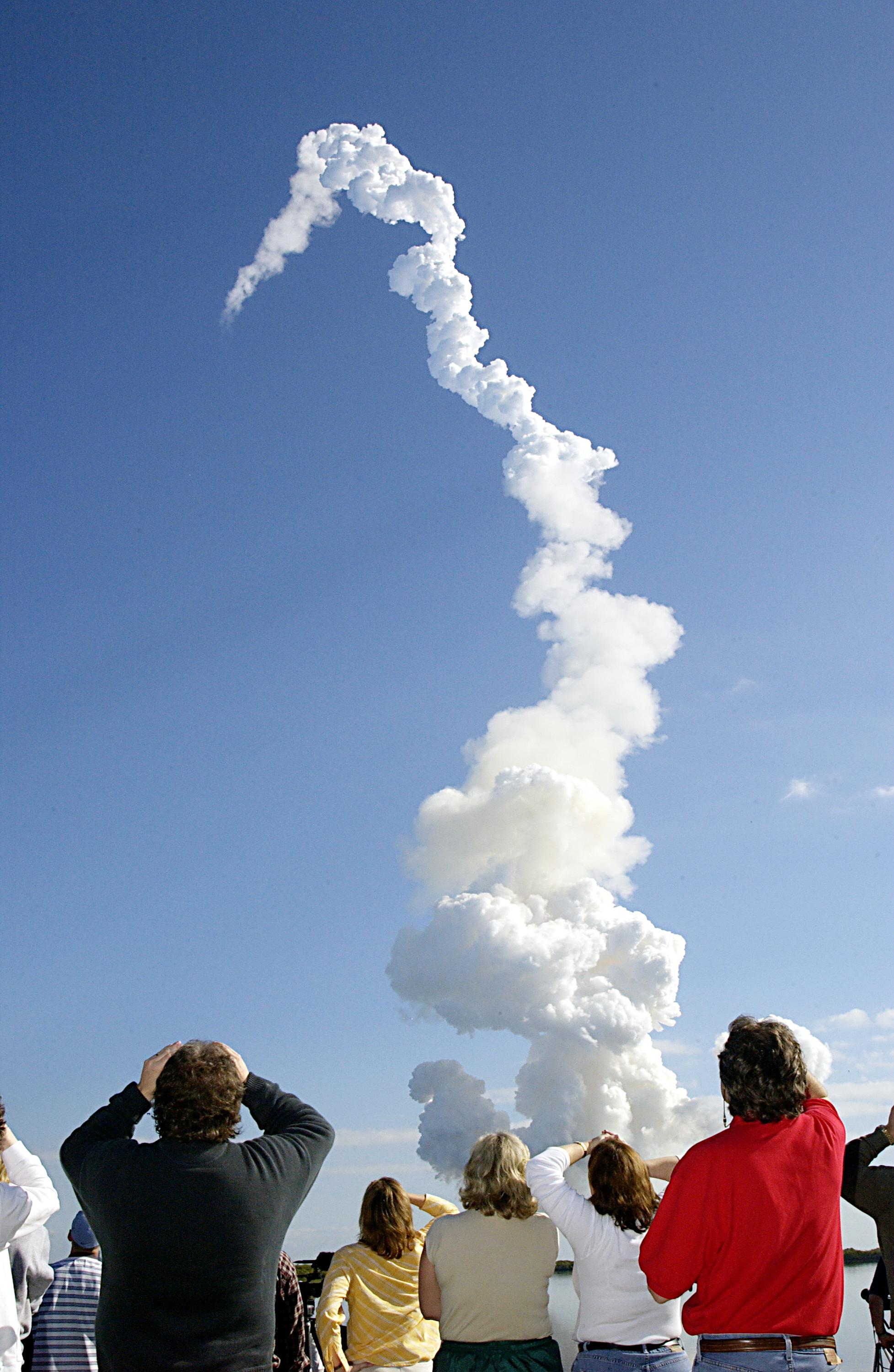
Despegue de la misión STS-107.

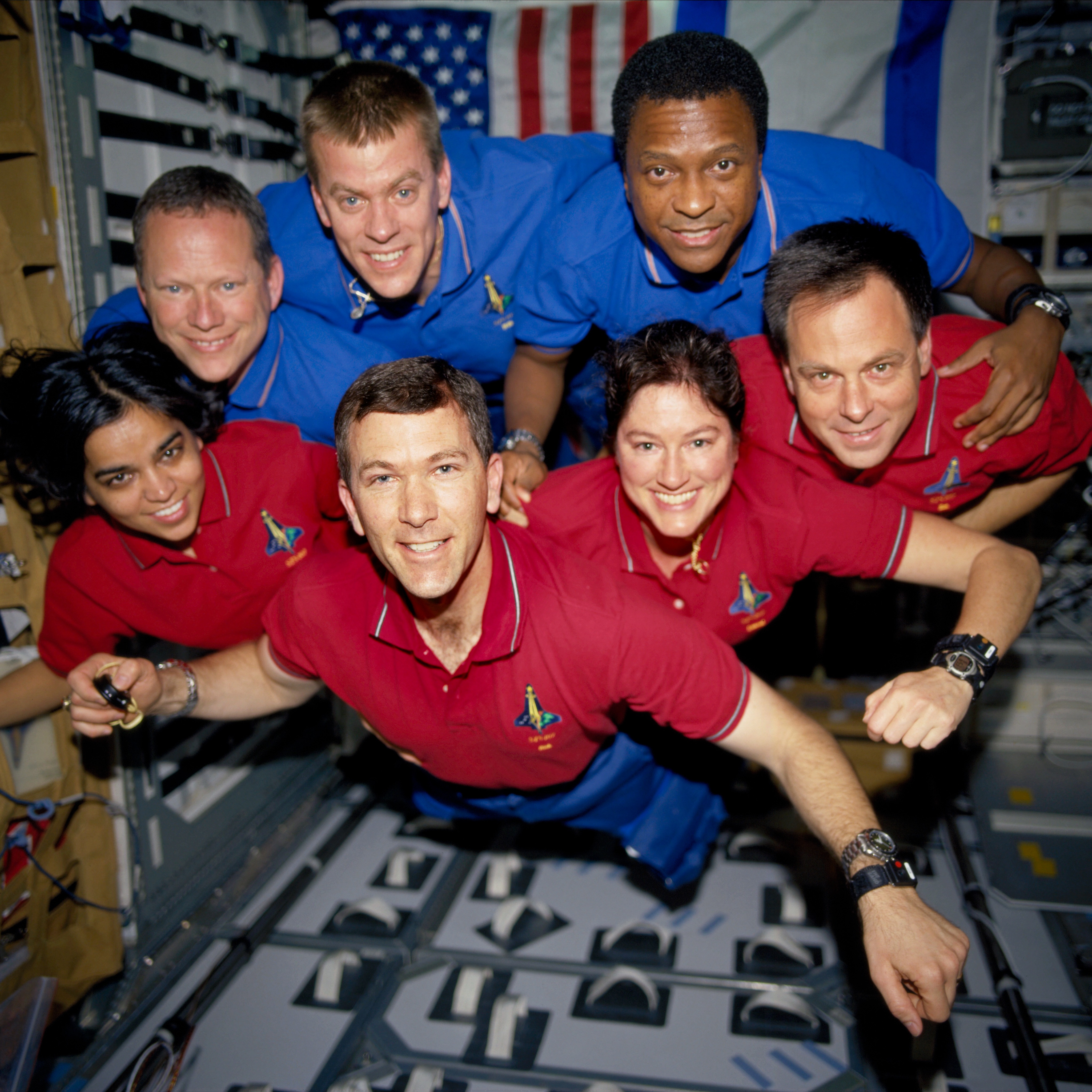
La tripulación del Columbia (misión STS-107), durante su estadía de 15 días en el espacio.

La misión STS-107 fue una misión fallida del transbordador espacial Columbia que terminó en tragedia cuando el transbordador se desintegró en su reentrada en la atmósfera terrestre el 1 de febrero de 2003 causando la muerte de toda la tripulación. La STS-107 había sido lanzada el 16 de enero anterior. La causa del accidente fue presumiblemente una pieza arrancada del escudo térmico del transbordador durante el lanzamiento. Esta pieza originó un pequeño agujero en el ala izquierda del transbordador. Durante la reentrada el ala dañada se sobrecalentó, rompiéndose y produciendo la pérdida total del control de la reentrada y la desintegración del vehículo.

## Tripulación
| Astronauta           | Cargo                             | Vuelos espaciales |
| -------------------- | --------------------------------- | ----------------- |
| Rick Husband         | Comandante                        | segundo vuelo     |
| William McCool       | Piloto                            | primer vuelo      |
| David McDowell Brown | Especialista de misión            | primer vuelo      |
| Kalpana Chawla       | Especialista de misión            | segundo vuelo     |
| Michael Anderson     | Comandante de carga               | segundo vuelo     |
| Laurel Clark         | especialista de misión            | primer vuelo      |
| Ilan Ramon           | especialista de carga - res. col. | primer vuelo      |

En su vuelo inaugural, el STS-107 llevaba en su carga:
- el SPACEHAB (doble módulo de investigación)
- el experimento Freestar (montado en un bastidor Programa Hitchhiker) y
- la paleta de duración extendida Orbiter.

A bordo del Columbia había una copia de un dibujo de Petr Ginz, el redactor jefe de la revista Vedem, que representaba lo que él se imaginaba cuando tenía 14 años y era prisionero en un campo de concentración): que la Luna era la Tierra. La copia estaba en posesión de Ilan Ramon y se perdió en el accidente.
El piloto israelí Ilan Ramon fue uno de los pilotos que participaron en Bagdad (Irak) en la operación Ópera (7 de junio de 1981), en que murieron diez soldados iraquíes y un ingeniero civil francés.

## Parámetros de la misión
- Masa:
  - Del Orbiter al despegar: 119 615 kg
  - Del Orbiter al aterrizar: 105 593 kg (14 023 kg de diferencia)
  - Carga: 14 553 kg
- Perigeo: 270 km
- Apogeo: 285 km
- Inclinación: 39,0º
- Velocidad: -
- Período: 90,1 minutos

### En español
- Información sobre el accidente

### En inglés
- Más información de la misión STS-107 Archivado el 29 de mayo de 2012 en Wayback Machine.
- Tributo a la tripulación del Columbia por Patti LaBelle Archivado el 25 de noviembre de 2020 en Wayback Machine. - Requiere QuickTime
- El transbordador espacial Columbia y su tripulación - En NASA
- Página de la NASA sobre la tripulación Archivado el 18 de agosto de 2019 en Wayback Machine.

- Datos: Q178836
- Multimedia: STS-107 / Q178836